# Rober Haddeciyan

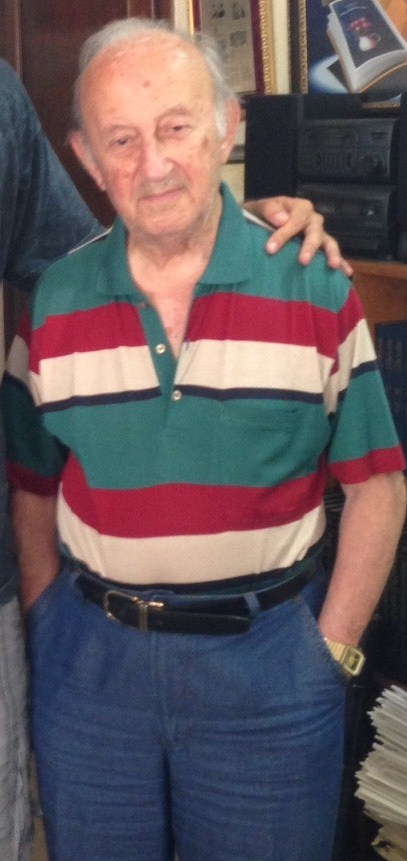
Rober Haddeciyan

Rober Haddeciyan oder Haddedjian (armenisch Ռոպէր Հատտէճեան; * 1926 in Bakırköy, Istanbul), amtlich Rober Haddeler, ist ein türkischer Schriftsteller und Dramaturg armenischer Abstammung und seit 1967 Chefredakteur der Marmara (oder Nor Marmara), einer armenischsprachigen Tageszeitung in Istanbul. Seine Zeitung erscheint sechsmal wöchentlich (außer Sonntags) und hat eine Auflage von 2.200 pro Ausgabe.

## Biografie
Rober Haddeciyan wurde als Sohn von Avedis Haddeciyan und Siranush geboren. Er graduierte 1944 an dem armenisch-mechitaristischen Gymnasium Özel Pangaltı Ermeni Lisesi und erhielt seinen Doktorgrad an der Fakultät für Literatur und Philosophie der Universität Istanbul. Haddeciyan, der bereits für die Marmara als Journalist arbeitete, übernahm die Zeitung 1967 und wurde deren Chefredakteur. Seine Kolumnen in der Nor Marmara werden von seiner Schwiegertochter Karolin Haddeler ins Türkische übersetzt und in der wöchentlichen türkischen Ergänzung veröffentlicht. Zudem veröffentlichte er bislang 50 bis 60 Bücher. Eines seiner bekanntesten Bücher ist der Roman Arasdagh (Առաստաղ, Decke), der auf Türkisch unter dem Titel Tavan veröffentlicht wurde.

## Ehrungen und Auszeichnungen
Im Jahre 2011, zum Zeitpunkt des 20. Unabhängigkeitstages der Republik Armenien, zeichnete der armenische Präsident Sersch Sargsjan Haddeciyan mit der Mesrob-Maschdods-Medaille für seinen Beitrag zur armenischen Literatur, Theater und Journalismus aus.